# Ятринская ведьма
«Ятринская ведьма» — советский фильм ужасов 1991 года. Поставлен по мотивам пьесы писателя Вячеслава Адамчика «Раина Громыко».

## Сюжет
Действие фильма происходит в XVI веке, в землях Великого княжества Литовского. 
Сын воеводы Корсака влюблён в красавицу Раину, жену ятринского священника, однако его ожидает служба у короля. Поскольку для Корсака отъезд равносилен смерти, он решает остаться. Однако многие считают, что Раина — ведьма, околдовавшая Корсака. Упорно распространяемые недоброжелателями слухи приводят к её аресту. 
Престарелый воевода навещает Раину в темнице, но, несмотря на то, что она отказывается поделиться с ним «эликсиром молодости», распоряжается не трогать заключённую даже пальцем. Однако слуги Раины и люди, которым она помогала, под пытками оговаривают её. 
Призыв местного вольнодумца, воеводского врача и астролога Юрия Морака к разуму людей и обращение её мужа сначала к местному судье, а затем и к самому жестокому воеводе не приводят ни к чему. Раину приговаривают к сожжению на костре…

## В ролях
| Актёр                      | Роль                      |
| -------------------------- | ------------------------- |
| Донатас Банионис           | воевода Корсак            |
| Гедиминас Сторпирштис      | юный Корсак               |
| Борис Невзоров             | Юрий Морак, его друг      |
| Зыгмунт Малянович          | Филипп, наперсник воеводы |
| Людмила Шевель             | Раина Громыка             |
| Игорь Волков               | священник, муж Раины      |
| Александра Яковлева-Аасмяэ | блудница                  |
| Елена Внукова              | служанка                  |
| Лев Перфилов               | судья                     |
| Александр Баринов          | Бутрим                    |
| Ирмантас Бачелис           | крестьянин                |
| Иван Мацкевич              | тюремщик                  |

## Съёмочная группа
- Автор сценария — Фёдор Конев
- Режиссёр — Борис Шадурский
- Оператор — Игорь Ремишевский
- Художник — Владимир Ковалев
- Композитор — Видмантас Бартулис

## Места съёмок
- Ружанский дворец, Гора Крестов